# Волтем (Массачусетс)
Волтем (англ. Waltham) — місто (англ. city)  на північному сході США, в окрузі Міддлсекс штату Массачусетс, західне промислове передмістя Бостона. Населення — 65 218 осіб (2020).
У місті розташовані два вищих навчальних заклади — університет Брандейса та університет Бентлі, розміщені штаб-квартири видавництва Morgan Kaufmann Publishers та компанії-розробника програмного забезпечення для електрозв'язку NetCracker. Також в місті розташовуються підприємства легкої промисловості, з виробництва годинників, наукових приладів, електронного та вимірювального обладнання.

## Географія
Волтгем розташований за координатами 42°23′20″ пн. ш. 71°14′32″ зх. д. / 42.38889° пн. ш. 71.24222° зх. д. (42.388921, -71.242268).  За даними Бюро перепису населення США в 2010 році місто мало площу 35,62 км², з яких 32,97 км² — суходіл та 2,65 км² — водойми.

## Демографія
Згідно з переписом 2010 року, у місті мешкали 60 632 особи в 23 690 домогосподарствах у складі 12 484 родин. Густота населення становила 1702 особи/км².  Було 24926 помешкань (700/км²).
Расовий склад населення:
| - 75,4 % — білих - 9,7 % — азіатів - 6,0 % — чорних або афроамериканців - 0,2 % — корінних американців - 0,1 % — вихідців з тихоокеанських островів - 6,1 % — осіб інших рас |

До двох чи більше рас належало 2,5 %. Частка іспаномовних становила 13,7 % від усіх жителів.
За віковим діапазоном населення розподілялося таким чином: 14,6 % — особи молодші 18 років, 73,1 % — особи у віці 18—64 років, 12,3 % — особи у віці 65 років та старші. Медіана віку мешканця становила 33,9 року. На 100 осіб жіночої статі у місті припадало 99,3 чоловіків;  на 100 жінок у віці від 18 років та старших — 98,3 чоловіків також старших 18 років.
Середній дохід на одне домашнє господарство  становив 91 142 долари США (медіана — 75 205), а середній дохід на одну сім'ю — 108 590 доларів (медіана — 91 329). Медіана доходів становила 60 705 доларів для чоловіків та 51 801 долар для жінок. За межею бідності перебувало 10,0 % осіб, у тому числі 11,9 % дітей у віці до 18 років та 8,3 % осіб у віці 65 років та старших.
Цивільне працевлаштоване населення становило 35 576 осіб. Основні галузі зайнятості: освіта, охорона здоров'я та соціальна допомога — 28,6 %, науковці, спеціалісти, менеджери — 16,6 %, роздрібна торгівля — 9,5 %, мистецтво, розваги та відпочинок — 8,9 %.

## Відомі уродженці
- Діна Кастор — легкоатлетка.
- Джон Лінч (* 1952) — американський політик, що представляє Демократичну партію. 80-й губернатор штату Нью-Гемпшир.